# Osice (polana)
Osice – polana w Pieninach Czorsztyńskich. Należy do wsi Sromowce Wyżne w województwie małopolskim, w powiecie nowotarskim, w gminie Czorsztyn. Znajduje się na zachodnim, opadających do doliny Strasznego Potoku stoku grzbiecie łączącym Macelową Górę z Cyrlową Skałką. Położona jest na wysokości około 600–640 m. Polana znajduje się na obszarze Pienińskiego Parku Narodowego. Dzięki specyficznym warunkom glebowym, klimatycznym i geograficznym łąki i polany Pienińskiego Parku Narodowego są siedliskiem bardzo bogatym gatunkowo.
Niżej, na tych samych zboczach Macelowej Góry znajduje się polana Żłobina.